# 제3신분이란 무엇인가?

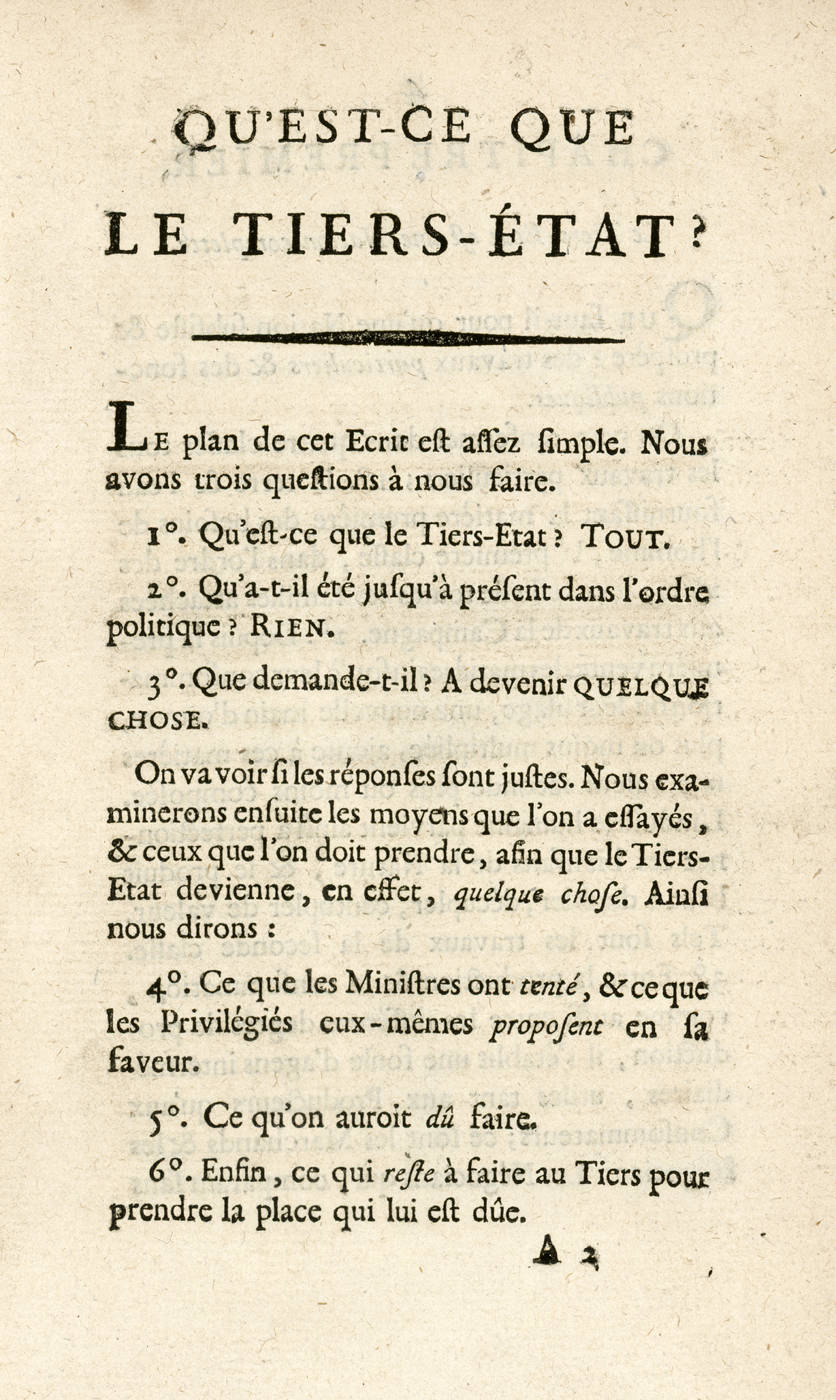
제3신분이란 무엇인가?의 첫 페이지

제3신분이란 무엇인가?(Qu'est-ce que le Tiers-État?)는 에마뉘엘 조제프 시에예스가 프랑스 혁명이 시작하기 직전인 1789년 1월에 출판한 정치 선전물이다.
1788년, 루이 16세는 약 150년 만에 삼부회를 소집했다. 자크 네케르는 많은 사람들에게 계급 조직에 대한 의견을 요청했으며, 이에 시에예스는 소책자 〈제3신분이란 무엇인가?〉(Qu’est-ce que le tiers état?)를 저술해 프랑스 혁명 직전 1789년 1월에 배포하기 시작했다. 이 책자의 첫머리는 이렇게 시작한다.
제3신분이란 무엇인가? 모든 것이다. 지금까지 그들의 정치적인 목적은 무엇이었는가? 아무것도 아니었다. 그들이 무엇을 바라는가? 무언가 되기를 원한다.

유명한 이 구절은 니콜라 샹포르에게 영감을 받은 것이었다. 시에예스가 발간한 팜플렛은 굉장히 성공적이었고, 그는 성직자 신분였음에도 불구하고(즉, 제1신분이었음에도) 삼부회에서 파리의 제3신분을 대변하는 역할을 맡았다. (프랑스의 사회 구조 자체를 보자면, 2신분에서 1신분, 즉, 귀족에서 사제가 되는 것은 가능하였으나, 3신분에서 2신분 혹은 1신분으로 가는 것은 금지되었다. 시에예스는 성직자였지만, 그의 아버지는 우편 배달부였고, 신분제였던 프랑스에서는, 이것이 그가 1신분 혹은 2신분이 되는 것에 장애물이 되었다. 따라서, 시에예스는 3신분을 대표하게 된 것이다.) 또한 시에예스는 프랑스 인권 선언의 초안을 작성하고, 주권이나 인권, 대의제 등의 개념을 고안하는 등 프랑스 혁명 초기에 중요한 역할을 했다.
시에예스는 프랑스에서는 영국처럼 기존 세력과 협상을 통해 혁명을 이루는 것은 어려우므로, 구체제와 완전히 결별한 제3신분이 주도하는 새로운 혁명이 필요하다는 것을 입증하고자 하였다. 그는 그러한 혁명을 위해 프랑스 사람들이 공통의 법률에 의하여 규율되는 하나의 국민(nation)이 되도록 일체성을 확보해야 하며, 이후에 귀족과 교회의 대표 및 시민계급의 대표로 구성되는 제헌의회(constituante)를 소집하여 국민적 총의에 기반한 만인을 위한 헌법을 제정하여 정치권력의 정당성을 담보하는 새 체제를 만들어야 한다고 주장하였다.

## 프랑스 혁명에 끼친 영향
시에예스의 팜플렛은 프랑스 혁명의 핵심적인 사상을 마련했다. 팜플렛에서 그는 제3계급의 생각을 대변했고, 앙시엥 레짐의 모순과 불합리성을 폭로했다.또한 그는 팜플렛을 통해 그동안 침묵하던 계급이 단결하고 목소리를 낼 수 있게 했고, 이것이 삼부회에서 논의될 수 있게 했다.
팜플렛은 "공공 서비스"의 의미를 다시 정의했다. 귀족정치 아래에서, 공공 서비스란 지배계급이 사회적 계급구조를 유지하기 위한 일종의 "고된" 일이었다. 반면 시에예스는 공공 서비스를 제1, 2계급이 아니라 제3계급을 위한 기능이라고 주장했다. 결국, 이 팜플렛은 프랑스란 나라의 주권을 무능하고 이기적인 귀족주의자에게서, 노동을 통해 "실제 사회를 지탱하는" 노동자 계급에게로 옮겨야 한다는 내용을 담고 있다. 프랑스 혁명은 제3계급 사이에서 이러한 급진적 메시지를 퍼뜨리는 역할을 했다.